# Uta von Ballenstedt
Uta von Ballenstedt (ur. ok. 1000 w Ballenstedt, zm. 23 października przed 1046) – z dynastii askańskiej, poślubiła margrabiego Miśni Ekkeharda II.
Była córką hrabiego Adalberta von Ballenstedt i Hiddy, córki margrabiego łużyckiego Hodona I (965–993). Była siostrą Esica von Ballenstedta, protoplasty Askańczyków. Prawdopodobnie ze względu na układy polityczne jej ojciec wydał Utę za margrabiego miśnieńskiego Ekkeharda w 1026. Była bezdzietna, po śmierci jej męża w 1046 dynastia Ekkehardynów wygasła. Wiano Uty zostało ofiarowane żeńskiemu opactwu Św. Cyriaka w Gernrode. Przejęła go siostra Uty, ksieni Hazecha.
Postać Uty jest najbardziej znana w sztuce jako Uta z Naumburga, jedna z wykonanych około 1240 naturalnej wielkości figur przypisywanych Mistrzowi Naumburskiemu, zdobiących zachodni chór katedry św. Piotra i Pawła w Naumburg (Saale). Wraz z innymi „wizytówkami” średniowiecznej sztuki Rzeszy, postać Uty należy do szczególnie „ikonicznych” – wielokrotnie i w sposób różnorodny interpretowana, obrazowana i popularyzowana w niemieckiej sztuce, literaturze i przedmiotach codziennego użytku, zwłaszcza w XIX i XX wieku. W dobie romantyzmu i niemieckiego nacjonalizmu okresu II i III Rzeszy Uta była postrzegana jako ideał Niemki, obrazujący niemiecką mentalność. Artysta ukazał Utę obok męża Ekkeharda, jako osobę wytworną, szlachetną, lecz sprawiającą wrażenie wyniosłej, pewnej siebie, wysoko nobilitowanej arystokratki. Ostentacyjnie i dumnie podnosi owiniętą płaszczem prawicę zakrywając lekko prawy policzek, dając do zrozumienia, iż jest niezależna, także od swojego męża.